# Grubeša
Grubeša Branislavljević (mort en 1125) est un prince de la famille des Vojislavljević et un souverain de Dioclée de 1118 à 1125.

## Biographie
Grubeša est un fils de Branislav de Travounie (1082-1097) un petit-fils de Stefan Vojislav il est de ce fait le neveu de l’éphémère Zupan Kočapar. Après avoir vaincu le roi Georges Ier en 1118, l'Empire byzantin impose son protégé Grubeša sur le trône de Dioclée. Il reçoit l'appui d'une armée pour combattre Georges, qui bénéficie de l'appui des Serbes de la dynastie Vukanović. Grubeša se maintient sur le trône jusqu'à sa mort en 1125, lorsqu'il est défait par Georges Ier. Il est inhumé dans l'église Saint Georges à Bar[réf. incomplète].

## Articles liés
- Vojislavljević
- Dioclée
- Georges Ier de Dioclée